# Challenger de Aguascalientes 2022
El torneo San Marcos Open Aguascalientes 2022 fue un torneo de tenis que perteneció al ATP Challenger Tour 2022 en la categoría Challenger 80. Se trató de la 1.ª edición, el torneo tuvo lugar en la ciudad de Aguascalientes (México), desde el 18 hasta el 24 de abril de 2022 sobre pista de tierra batida al aire libre.

## Jugadores participantes del cuadro de individuales
| Favorito | País                        | Jugador             | Rank1 | Posición en el torneo |
| -------- | --------------------------- | ------------------- | ----- | --------------------- |
| 1        | Bandera de Eslovaquia       | Andrej Martin       | 133   | Primera ronda         |
| 2        | Bandera de Chile            | Nicolás Jarry       | 134   | Cuartos de final      |
| 3        | Bandera de Suiza            | Marc-Andrea Hüsler  | 140   | CAMPEÓN               |
| 4        | Bandera de Estados Unidos   | Ernesto Escobedo    | 143   | Segunda ronda         |
| 5        | Bandera del Reino Unido     | Jay Clarke          | 170   | Segunda ronda         |
| 6        | Bandera de los Países Bajos | Tim van Rijthoven   | 184   | Primera ronda         |
| 7        | Bandera de Italia           | Federico Gaio       | 186   | Semifinales           |
| 8        | Bandera de Argentina        | Juan Pablo Ficovich | 205   | FINAL                 |

- 1 Se ha tomado en cuenta el ranking del 11 de abril de 2022.

### Otros participantes
Los siguientes jugadores recibieron una invitación (wild card), por lo tanto ingresan directamente al cuadro principal (WC):
- Diego Balderas
- Rodrigo Pacheco Méndez
- Shang Juncheng

Los siguientes jugadores ingresan al cuadro principal tras disputar el cuadro clasificatorio (Q):
- Nicolás Barrientos
- Elmar Ejupović
- Adrián Menéndez Maceiras
- Shintaro Mochizuki
- Akira Santillan
- Matías Zukas

## Campeones

### Individual Masculino
- Marc-Andrea Hüsler derrotó en la final a  Juan Pablo Ficovich, 6–4, 4–6, 6–3

### Dobles Masculino
- Nicolás Barrientos /  Miguel Ángel Reyes-Varela derrotaron en la final a  Gonçalo Oliveira /  Divij Sharan, 7–5, 6–3